# Gabrovšek
Gabrovšek je priimek v Sloveniji, ki ga je po podatkih Statističnega urada Republike Slovenije na dan 1. januarja 2010 uporabljalo 387 oseb in je med vsemi priimki po pogostosti uporabe uvrščen na 918. mesto.

## Znani nosilci priimka
- Andrej Gabrovšek (1891—1955), duhovnik, narodni delavec, publicist
- Boštjan Gabrovšek, matematik, doc. FS UL
- Dejan Gabrovšek (*1994), jezikoslovec in literarni zgodovinar
- Dušan Gabrovšek (*1951), jezikoslovec anglist, univ. profesor, leksikolog
- Franc Gabrovšek (1890—1951), rimskokatoliški duhovnik in politik, predsednik Zadružne zveze
- Franci Gabrovšek (*1939), igralec (Mb)
- Franci Gabrovšek (*1968), fizik, krasoslovec, redni član SAZU
- Josip Gabrovšek (psevd. Joško G. Planinec) (1867—1894), mladinski pisatelj, učitelj
- Ludvik Gabrovšek (1910—1988), matematik, fizik, profesor, šolski politik; šahist
- Marin Gabrovšek (1925—2014), metalurg, univ. profesor
- Peter Gabrovšek, informatik
- Roman Gabrovšek, kemik
- Slavko Gabrovšek, arhitekt
- Zdravko Gabrovšek, vodja reaktorja IJS; šahist (prvak Slovenije leta 1955)